# Kanimozhi

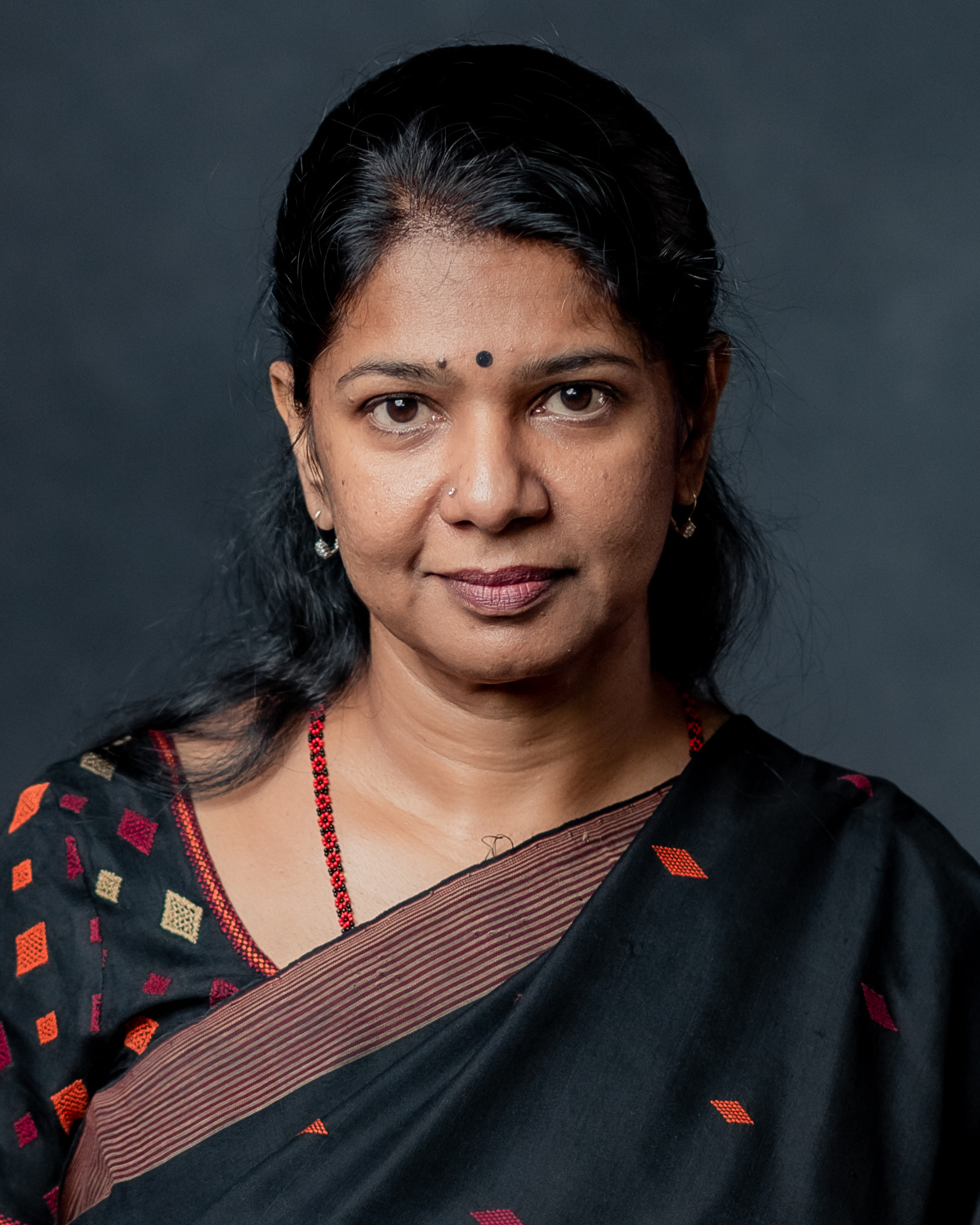
Kanimozhi (2020)

Kanimozhi (auch: Kanimozhi Karunanidhi; Tamil: கனிமொழி [ˈkanimoɻi]; * 5. Januar 1968 in Chennai) ist eine indische Politikerin der Regionalpartei Dravida Munnetra Kazhagam (DMK) und Dichterin. Seit 2007 ist sie Abgeordnete in der Rajya Sabha, dem Oberhaus des indischen Parlaments. Kanimozhi ist eine Tochter des DMK-Parteiführers M. Karunanidhi.

## Biografie
Kanimozhi wurde am 5. Januar 1968 in Chennai (Madras) geboren. Sie ist die Tochter des langjährigen DMK-Führers und ehemaligen Chief Ministers des Bundesstaates Tamil Nadu M. Karunanidhi und dessen Frau Rajathi. Nach ihrem Masterabschluss in Wirtschaftswissenschaften arbeitete sie ab 1992 für vier Jahre für die Tageszeitung The Hindu. 1997 zog sie kurzzeitig mit ihrem Mann nach Singapur, wo sie für die dortige tamilische Zeitung Tamil Murasu tätig war. Seit ihrer Rückkehr nach Indien ist sie Mitglied im Direktorium der Kulturorganisation Tamil Maiyam, die sich für die Förderung tamilischer Kunst, Literatur und Kultur einsetzt. Kanimozhi ist auch selbst literarisch tätig und hat drei Gedichtbände sowie zwei nicht-fiktive Werke veröffentlicht.
Nachdem Kanimozhi schon länger Mitglied der DMK gewesen war, aber nicht politisch aktiv gewesen war, wurde sie 2007 vom Parlament Tamil Nadus zur Vertreterin des Bundesstaates in der Rajya Sabha gewählt.
Im Zusammenhang mit dem massiven Korruptionsskandal um die Vergabe der 2G-Mobilfunklizenzen wirft die indische Bundespolizei CBI Kanimozhi vor, den ehemaligen Telekommunikationsminister A. Raja, der eine zentrale Rolle in dem Korruptionsskandal spielte, protegiert zu haben und das „aktive Gehirn“ hinter dem im Besitz der Karunanidhi-Familie befindlichen Fernsehsenders Kalaignar TV gewesen zu sein, der Schmiergeldzahlungen in Höhe von zwei Milliarden Rupien erhielt. Sie selbst bestreitet, von den Geldtransfers gewusst zu haben. Am 20. Mai 2011 wurde Kanimozhi in Untersuchungshaft genommen. Nach mehr einer mehr als sechsmonatigen Inhaftierung wurde sie am 29. November gegen Kaution freigelassen.

## Familiäres
Kanimozhi ist seit 1997 in zweiter Ehe mit G. Aravindan, einem tamilischen Geschäftsmann und Literaturübersetzer aus Singapur verheiratet. Sie hat einen Sohn.